# Suehiro Tanemura
Suehiro Tanemura (種村 季弘, Tanemura Suehiro, 21 mars 1933 - 29 août 2004) est un critique littéraire et traducteur (de l'allemand au japonais).
Tanemura naît dans l'arrondissement de Toshima à Tokyo en 1933. Sa mère meurt en 1946. Il s'intéresse à l’allemand alors qu'il est encore adolescent, et entre à l'université de Tokyo en 1951. Il est d'abord diplômé d'esthétique puis se tourne vers la littérature allemande dont il est diplômé en 1957 et travaille pendant une brève période chez l'éditeur Kōbunsha à la rédaction du magazine féminin Josei Jishin.
De 1963 jusqu'en 1968, Tanemura enseigne en tant que professeur adjoint à l'université Komazawa (en). En 1968, il obtient un poste permanent à l'université métropolitaine de Tokyo, mais il a démissionne en 1971 et se rend en Europe, où il passe beaucoup de temps jusqu'en 1978, quand il a prend un autre poste permanent à l'université Kokugakuin, où il enseigne jusqu'en décembre 2002. C'est à cette époque qu'est diagnostiqué un cancer dont il meurt en 2004.
Tanemura est un traducteur prolifique de l'allemand, écrivain et compilateur des écrits des autres, avec une certaine tendance vers des sujets plutôt sinistres tels que les vampires et Sacher-Masoch. Ses propres écrits ont été recueillis dans une première série en dix volumes en 1979, complétée deux décennies plus tard par une série en huit volumes. 

## Œuvres complètes de Tanemura
- Tanemura Suehiro no rabirintos ((種村季弘のラビリントス?), The labyrinth of Suehiro Tanemura). 10 volumes. Tokyo : Seidosha, 1979.
- Tanemura Suehiro no neo-rabirintos ((種村季弘のネオ・ラビリントス?), The neo-labyrinth of Suehiro Tanemura). 8 volumes. Tokyo: Kawada Shobō Shinsha, 1998-9.

## Source de la traduction
- (en) Cet article est partiellement ou en totalité issu de l’article de Wikipédia en anglais intitulé « Suehiro Tanemura » (voir la liste des auteurs).